# Macroglossum ungues
Macroglossum ungues là một loài bướm đêm thuộc họ Sphingidae, chi Macroglossum.

## Phụ loài
- Macroglossum ungues ungues
- Macroglossum ungues cheni Yen, Kitching & Tzen, 2003